# Mayday (festival)
Pour les articles homonymes, voir Mayday (homonymie).
Mayday est un festival allemand de musique électronique qui se déroule chaque année dans les Westfalenhallen à Dortmund. Le nom « Mayday » est dérivé du signal international d'appel d'urgence en radiotéléphonie, le français anglicisé « (Venez) m'aider ».

## Histoire
L'idée de l'événement est venue de Fabian Lenz (DJ Dick) et est soutenue par son frère Maximilian (WestBam) et le magazine de scène Frontpage. Le directeur de Mayday GmbH était William Röttger, ami et mécène de WestBam. Le premier Mayday a lieu le 14 décembre 1991 au Die Halle de Berlin-Weißensee, l'actuel Motorwerk, et est suivi par environ 5 000 personnes. L'objectif de l'événement est de soutenir la station de radio DT64, au bord de la faillite à la suite de la chute du mur. La zone de diffusion de DT 64 s'étend sur les cinq nouveaux Länder de Mecklembourg-Poméranie-Occidentale, Berlin-Brandebourg, Saxe, Saxe-Anhalt et Thuringe et ne correspondait donc pas à la nouvelle structure du paysage radiophonique créée par les politiques dans ces régions avec MDR, ORB et NDR. DT 64 est la première station de radio allemande à diffuser de la techno, notamment avec l'émission hebdomadaire Dancehall de Marusha. Elle permet ainsi à un grand nombre de jeunes d'accéder à ce genre musical, alors qu'en raison de leur jeune âge ou de leur éloignement géographique, ils n'auraient pas pu accéder facilement aux clubs techno et aux soirées techno, en partie illégales à l'époque.
Le 30 avril 1992, un nouveau Mayday est organisé, cette fois à la patinoire de Cologne. Le 1er juillet 1992, DT 64 est également débranchée de la FM en Saxe, Saxe-Anhalt et Thuringe et n'émettait plus que sur les ondes moyennes marginales sous le nom de Sputnik.
En 2011, le Mayday fête son vingtième anniversaire sous le slogan Twenty Young. La particularité était qu'il y avait un cinquième étage, le Twenty Young Dome, sur lequel se produisaient exclusivement des DJ des premières années. De plus, aucune technique moderne n'y a été utilisée, mais plutôt celle des premières années. En outre, un nouveau record a été établi avec 27 000 visiteurs. DJ WestBam, qui avait participé aux 60 événements Mayday dans le monde entier, à l'exception de la version néerlandaise du 24 septembre 2011, annonce son départ en février 2014 en raison de divergences avec l'organisateur i-Motion. Les hymnes des événements ne sont donc plus produits par les Members of Mayday, qui sont remplacés par le projet The Mayday Masters, rebaptisé Friends of Mayday l'année suivante. Le 3 mai 2016, le Mayday sert de décor vivant en arrière-plan de la Westfalenhalle de Dortmund pour le tournage du film comique allemand Magical Mystery oder : Die Rückkehr des Karl Schmidt du réalisateur Arne Feldhusen sorti en 2017.
L'événement prévu pour 2020 devait d'abord être reporté au mois d'octobre en raison de la pandémie de Covid-19 et est ensuite annulé sans être remplacé.

## Programmations
| Date / slogan                                             | DJ | Lieux                 | Remarques                                           | Nombre de visiteurs                                     |
| --------------------------------------------------------- | --- | --------------------- | --------------------------------------------------- | ------------------------------------------------------- |
| 14 décembre 1991 Best of House and Techno ’91             | Live : Ravesignal, Speedy J, Mental Overdrive, The Hypnotist DJ : Frank de Wulf, WestBam, Sven Väth, Dick, Rok, Tanith, Dave Angel, Moneypenny, Sascha, Marusha, Mate Galic, Neutron 9000, Pure Energy | Berlin                |                                                     | 5 000                                                   |
| 30 avril 1992 A New Chapter of House and Techno           | Live : G.T.O., Aphex Twin, Sonic Solution (Ceejay Bolland), T2 (Outlander), Cosmic Baby, Format, Overdrive, Allstars. DJ : Joey Beltram, Westbam, Jeff Mills, Lenny Dee, DJ Dick, Eddy de Clerq, Tanith, DJ Rok, Mate Galic, Till, Delirium DJ-Team, Roland Casper, Sven Väth, Marusha, Hell, XS Chill Space, Brand-X Benelux, Godfather Talla 2XLC, DJ Team Pure Energy. | Cologne               | Seul Mayday à Cologne                               | 12 000                                                  |
| 12 décembre 1992 Forward Ever, Backward Never             | Live : Ramirez, Plutone, Sound of Rotterdam, Force Mass Motion, N-R-G, Master of Disaster, Insider. DJ : Westbam, Paul Elstak, Richie Hawtin, Adam X, DJ Dick, Tanith, Ratty, Miss Djax, Rok, Mark Spoon, Marusha, Roland BPM Ltd., Oliver Bondzio, DJ Team Milk, Jens. | Berlin                |                                                     | 7 000                                                   |
| 30 avril 1993 The Judgement Day                           | Live : Moby, The Prodigy, N-R-G, Fierce Ruling Diva, Resistance D., PCP, Genlog, Hardsequencer, Equinox, T.Vee. DJ : Jeff Mills, Westbam, Lenny Dee, Frankie Bones, Kid Paul, Dick, Lisa 'N' Eliaz, Tanith, Boscaland DJ Team, John & Julie, Andi Düx, Rok, Marusha, Mate Galic, Marco Zaffarano, Nicky Sprenger, DJ Jörg, Rene. | Dortmund              | Seul Mayday à Dortmund                              | 16 000                                                  |
| 11 décembre 1993 The Religion                             | Live : Hocus Pocus, Ilsa Gold, Lunatic Asylum, Dream Your Dream, Edge of Motion, Norman, Robert Görl, Surprise Act. DJ : Deg, Electric Indigo, DJ T 1000, Jimmy Crash, Luke Slater, Dark Raver, Oliver Bondzio, Pierre Morgan, DJ Sonic, Jerome Pacman, Westbam, DJ Dick, Marusha, Tanith. | Berlin                |                                                     | 6 000                                                   |
| 30 avril 1994 Rave Olympia                                | Live : Bonzai Allstars, Acid Junkies, Ultra-Sonic, RMB, Ravers Nature, Genlog, Ilsa Gold, Plus Surprise (Alien Factory). DJ : Westbam, Marusha, Dick, Tanith, Carl Cox, Frankie Jones, Fly, Bukem, Laurent Garnier, Paul Elstak, Ron Trent, Miss Djax, Gizmo, Hardsequencer, HMC Juice, Pascal F.E.O.S., Steve Mason, Tom, Hooligan, Pierre Morgan, Plank, Gangsta, Cirillo, Woody, Terry Belle, DJ Disko. | Dortmund              |                                                     | 24 000 (selon la police), 30 000 (selon l'organisateur) |
| 25–26 novembre 1994 The Raving Society (We are Different) | Live : Members of Mayday, Q-Tex, Acid Scout, Pravda Traxx, CJ Bolland, Phrenetic System, RMB, Raver's Nature. DJ : Westbam, DJ Dick, Marusha, Tanith et Laurent Hô, DJ Edge, Tofke, Luke Slater, Dano, Mike Dearborn, Frankie Jones, Dave Clarke, Andy Düx, Jens Mahlstedt, Tommy Yamaha. | Berlin                | Seul Mayday de plusieurs jours (appelé Twin-Mayday) | 34 000                                                  |
| 30 avril 1995 Reformation                                 | Live : Members of Mayday, Genlog, Force Mass Motion, Moby, Sunbeam, Meteor 7, Nerurotek, Mike Dearborn, Black Acid, The Source Experience. DJ : Tantra, Tom Clark, Joey Beltram, Trevor Rockcliffe, Carl Cox, Tanith, Josh Wink, Hell, Jeff Mills, Manu le Malin, Hooligan, Mark Oh, Daz Saund, Marusha, Yves de Ruyter, Hardsequencer, Miss Djax, Westbam, Mark Spoon, Colin Dale, Dick, Gary D., DJ Skull. | Dortmund              |                                                     | 22 000                                                  |
| 16 décembre 1995 The Great Coalition                      | Live : Members of Mayday, Steve Stoll, Raver’s Nature, Cherrymoon Trax, Zulutronic, Resistance D, Scan X, Fanatic Cracks, Gamble 202. DJ : Ken Collier, Gayle San, Westbam, Misjah, Dougal, DJ Pierre, Dick, Craig Walsh, Carl Cox, Armand van Helden, Cari Lekebusch, EDGE, Steve Mason, Dae Davis, L.U.P.O., Stephanovitch, Talla 2XLC, Brenda Russel, ROZZO, Dr. MOTTE, Sharam, Sylvie Marks, Mark Spoon, Roland Casper, Tom Wax, K1, DISKO, Lawrence Burden, Moneypenny, Sascha, Marusha, Mate Galic, Neutron 9000, Pure Energy. | Francfort-sur-le-Main | Seul Mayday à Francfort                             | 18 000                                                  |
| 30 avril 1996 The Day X                                   | Live : Phuture, Members of Mayday, The Dentist, GIOTTO, Rob Acid, Future Funk, AWEX, RMB, Mijk van Dijk. DJ : Westbam, Kenny Larkin, Dick, Roy Davis, Lawrence Burden, DJ Digital, Marusha, Fabio Paras, Afrika Islam, Carl Cox, Super DJ Dimitry, CLÉ, DJ Skull, 100% Isis, Hardsequencer, Youri, Blu Peter, FLY, Hooligan, Mischa Woran, Daz Saund, Steve Bug, Steve Mason, Andy Düx, Nigel Walker, Liza 'N' Eliaz, Mate Galic, Miss Yetti, Acid Maria, Treibhaus–DJs. | Dortmund              |                                                     | 20 000                                                  |
| 14 décembre 1996 Life on Mars                             | Live : Members of Mars, Earth Nation, Richard Bartz, Genlog, Beroshima, Dutch Ambient Federation. DJ : Westbam, Jeff Mills, Carl Cox, DJ Vice, C.J. Bolland, Marusha, Jesse Saunders, DJ Dan, DJ Dick, Sven U.K., Grooverider, Jon Carter – Monkey Mafia, TC Brain, Talla 2XLC, Sharam, Hardsequencer, LaDiDa, Oscar Mulero, Dole. | Berlin                | Dernier Mayday à Berlin                             | 8 000                                                   |
| 30 avril 1997 Sonic Empire                                | Live : Aux 88, Ultrahigh, Jimi Tenor, RMB, Members of Mayday, Punk Anderson, The Jeyenne, Raver's Nature, Petra, View to the Future, Pascal's Bongo Massive, Live Percussion. DJ : Takkyu Ishino, Marshall Jefferson, Derek de Large, Westbam, DJ Assault, Marusha, Carl Cox, Dick, DJ Hell, DJ Hype & MC Det, Steve Mason, Nick Warren, Miss Djax, Lawrence Burden, Stretch & Vern, Woody, Justin Berkmann, Marc Spoon, King-O and DJ Errik, Afrika Islam, Dani König, The Extremist, Pierre, Appollo & Sebel, Bassface Sascha, Doorkeeper, Piet Blank, Steffen Irlinger & Ingo Sänger. | Dortmund              |                                                     | 18 000                                                  |
| 30 avril 1998 Save the Robots                             | Live : Denki Groove, Members of Mayday, Green Velvet, The Advent, Hardfloor, Miss Djax, Christopher Just, Genlog, Orinko. DJ : Dave Angel, Westbam, DJ Assault, Mickey Finn, Roberto Q. Ingram, Zzino, Mark Spoon, Derek de Large, Karl 'Tuff Enuff' Brown, Gogo, Dr. Motte, Stretch&Vern, Woody, Andry Nalin, Bryan Gee, Hardy Hard, Bassface Sascha, Tom Novy, Chris Liebing, E.D. 2000, Piet Blank, Frank Müller, Appollo, SEBBO, Lexy, Irlinger&Sänger, Special: Mr. X & Mr. Y. | Dortmund              |                                                     | 20 000                                                  |
| 30 avril 1999 Soundtropolis                               | Live : Technasia, Mr. X and Mr. Y, Johannes Heil, Way out West, Members of Mayday, Miss Kittin and the Hacker, Brotherhood, Egoexpress. DJ : Westbam, Farley Jackmaster Funk, Seb Fontaine, Takkyu Ishino, Paul van Dyk, Bad Boy Bill, Marc Spoon, Hell, « Evil Ninja » Moby, Hardy Hard, DJ I.C.O.N., Piet Blank and Jaspa Jones, Talla 2 XLC, Sharam, Frank Müller, DJ Clé, Natalie de Borah, Lexy, Valentino Kanzyani, Rok, Taucher, T-Quest, Gent, DJ Errik, Mario de Bellis, Babor, Eric Borgo. | Dortmund              |                                                     | 20 000                                                  |
| 30 avril 2000 Datapop                                     | Live : Mr. X & Mr. Y, Sigue Sigue Sputnik, Zombie Nation, Members of Mayday, Mijk van Dijk, Humate, Beroshima, Autotune. DJ : Westbam, Paul van Dyk, Mauro Picotto, Takkyu Ishino, DJ Bero, Ella Gotman, Miss Kittin and Mikky B, Marc Spoon, Dr. Motte, Seb Fontaine, Blank & Jones, Hardy Hard, Haktan O'Nal, Rok, Curtis, Lexy, Tom Novy, DJ Icon, Sharam, Natalie de Borah, Timo Maas, Toni Rios, Andry Nalin, Marco Bailey, Laday Tom, Taucher, Marco Remus, Tomcraft. | Dortmund              |                                                     | 22 000                                                  |
| 30 avril 2001 10 In 01                                    | Live : Denki Groove, Mr. X & Mr. Y, Members of Mayday, Random Noise Generation, Lexy & K-Paul, Anthony Rohter, Miss Djax, Ural 13 Diktators, Beroshima, Terence Fixmer. DJ : Westbam, Sven Väth, Paul van Dyk, Jeff Mills, Mauro Picotto, DJ Hell, Marco Baily, Hardy Hard, Tasaka, DJ Octave One, Timo Maas, Shin Nishimura, Tiesto, Marc Spoon, Jack de Marseille, Woody, Ellen Allien, Taucher, Blank & Jones, DJ I.C.O.N., Aran, Felipe, Tomcraft, Pero, Moguai, Nathalie de Borah, Sascha Appel, Sven UK. | Dortmund              |                                                     | 25 000                                                  |
| 30 avril 2002 Culture Flash                               | Live : Members of Mayday, Lexy & K-Paul, Takkyu Ishino, Chicks on Speed, Tok Tok vs. Soffy O., Vitalic, Latex, Miss Kittin and the Hacker, Northern Lite. DJ : Westbam, Paul van Dyk, Carl Cox, Tiga, Turntablerocker, Mauro Picotto, Felix da Housecat, Woody, Chris Liebing, Thomas Schumacher, Timo Maas, Umek, Blank & Jones, Marc Spoon, Moguai, Javy & Miss Packa, Hardy Hard, DJ Dero, Michael Mayer, Taucher, Ellen Allien, Tobias Thomas, Haito, Superpitcher, Tobi Neumann, Tim Taylor, Marco Zaffarano, Oliver Klein. | Dortmund              |                                                     | 20 000                                                  |
| 30 avril 2003 Troopa of Tomorrow                          | Live : Members of Mayday, 2Raumwohnung, Lexy & K-Paul, Tok Tok vs. Soffy, Secret Cinema, Nu NRG, MÄrtini BrÖs, The Modernist, Vanguard, Chemical Reaction Food, Paul Kalkbrenner, Reinhard Vogt, Autotune, Justus Köhncke & Band. DJ : Westbam, Paul van Dyk, Takkyu Ishino, Bad Boy Bill, Chris Liebing, Jack de Marseille, Ellen Allien, Gus Gus DJ Team, Dero, Marco Remus, Blank & Jones, Moguai, Tobias Thomas, Tomcraft, Koze, Gayle San, Ghost, Taucher, Miss Yetti, Mark Spoon, Chrysler, Tillmann Uhrmacher, Michael Mayer, Housemeister, Superpitcher, Steve Bug, Sebbo, Kiki, Marc Tharann, Lodown. | Dortmund              |                                                     | 17 000                                                  |
| 30 avril 2004 Team X-Treme                                | Live : Members of Mayday, Tok Tok vs. Nena, Zombie Nation, Elektrochemie LK, Northern Lite, Lexy and K-Paul, Alexander Kowalski. DJ : Westbam, Paul van Dyk, Dave Clarke, Takkyu Ishino, Chris Liebing, Marco Baily, Jeff Mills, Michel de Hey, Michael Mayer, Ferry Corsten, Tomcraft, Tom Novy, Röyksopp, Timo Maas, Moguai, Agoria, Superpitcher, Leon Sega, Angelo Mike, Loco Dice, The Disco Boys, DJ Dero, Karotte, Hardy Hard, Taucher, Mark Spoon, DJ PI & Senad, Mike Litt, Tillmann Uhrmacher, Gunjah, Kid Alex. | Dortmund              |                                                     | 20 000                                                  |
| 30 avril 2005 Prototypes                                  | Live : Denki Groove, Members of Mayday, Lexy & K-Paul, X-Lover, Joris Voorn, David Carretta, Play Paul, Reinhard Voigt, Sonic Trip, Deichkind. DJ : Westbam, Joey Beltram, Luke Slater, Hell, Chris Liebing, Ferry Corsten, The Plump DJs, Tom Novy, Ron van den Beuken, Tomcraft, Moguai, Kai Tracid, Hardy Hard, Dr. Motte, Romina Cohn, Tiefschwarz, Tobias Thomas, Justice DJ Team, Savas Pascalidis, The Disco Boys, Mylo, Gunjah, Diana D’Rouz, Wighnomy Brothers, Mick Wills, Andre Galluzzi, Brandenburg Allstars, Max Riot & Alex Carbo, Martin Heyder, Fetisch. | Dortmund              |                                                     | 20 000                                                  |
| 30 avril 2006 Worldclub                                   | Live : The Prodigy, Westbam + Band, Members of Mayday, Anthony Rother, Northern Lite, Lexy and K-Paul, Einmusik, Booka Shade. DJ : Paul van Dyk, Ferry Corsten, Chris Liebing, Takkyu Ishino, Jesper Dahlbäck, Tom Novy, Sharam Jey, Reason, Dominik Eulberg, Oliver Koletzki, Marco Baily, Adam Sheridan, Moguai, Leon Segka, Kai Tracid, Felix Kröcher, Tomcraft, Zuhouse Rockers, Dero, Gregor Tresher, Karotte, Man at Arms, Superpitcher, The Disco Boys, Hardy Hard, Moonbootica. | Dortmund              | letzte Mayday von Low Spirit                        | 20 000                                                  |
| 30 avril 2007 New Euphoria                                | Live : Audio Bullys, Northern Lite feat. Chapeau Claque, Gus Gus, Anthony Rother, Zombie Nation, Speedy J, Alexander Kowalski, Woody McBride, Pig and Dan, Brixton, Sorgenkint, The Ultimate Warlords, Stuffmaker, Aggracid, Members of Mayday. DJ : Westbam, Sven Väth, Armin van Buuren, Monika Kruse, Ferry Corsten, Tom Novy, DJ Murphy vs. Christian Fischer, The Disco Boys, Felix Kröcher, Lucca, Tomcraft, Moonbootica, Kyau and Albert, Karotte, Moguai, Paul Elstak, Phil Fuldner, Tocadisco & Guest: Sono, Laurent Ho, Martin Heyder, Hooligan, Tillmann Uhrmacher, Ante Perry (Ruhr-Area), The Speed Freak, Robert Natus, Chris Tietjen, Lady Waks, Frank Sonic, David Diagonal, Klaus Schneider, Dennis Siemion, Partyraiser, Man at Arms, Roland Casper, St. Vitas aka Man From Disco, Punisher, Dabruck & Klein, Mike Hawk, Peter Gun aka Peter Jürgens, Chris Fable, 2Junxion, PARA-X, Kevin Rocks, Joe Bear anciennement Jack Cobbler, too funky, House Rocker, Stormtrooper, Skiing Cowboy, Mystery, Bamm Bamm DJ & Rocca MC, Ron and MC H, Baseshot, Baby Raw, Witnez and MC Fanatic, Public Industries aka The Profiler vs. Venom, Zeal, Turn, Shogun. | Dortmund              | Premier Mayday d'I-Motion                           | 20 000                                                  |
| 30 avril 2008 Reflect Yourself                            | Live : Anthony Rother, The Advent, Alter Ego, Moonbootica, Johannes Heil, Sven Wittekind, Angerfist, Robert Natus and Arkus P., Elton D, Monoblock, Einmusik, Members of Mayday. DJ : Paul van Dyk, Sven Väth, WestBam, Armin van Buuren, Felix Kröcher, Chris Liebing, Monika Kruse, Adam Beyer, The Disco Boys, Umek, DJ Murphy vs. Christian Fischer, Karotte, Milk and Sugar, Gregor Tresher, Valentino Kanzyani vs. Marko Nastic, Menno de Jong, PET Duo, Outblast, Dominik Eulberg, Renato Cohen, Eric Sneo, Amok, Korsakoff, Alex M.O.R.P.H. b2b Woody van Eyden, Jean Claude Ades feat. Rufus Martin, Ronski Speed, Catscan, Lady Waks, Gorge and Greg Silver, DaY-már, Frank Kvitta, Kaoz, Vince, DJ Falk, Moritz Piske, Eazy. | Dortmund              |                                                     | 25 000                                                  |
| 30 avril 2009 Massive Moments                             | Live : Anthony Rother, Tomcraft and Lützenkirchen, COLLABS 3000 feat. Chris Liebing and Speedy J, Brachiale Musikgestalter, Jacek Sienkiewicz, Gabriel Ananda, Kollektiv Turmstrasse, Angerfist, 2-Sidez, Marshall Masters feat. Marc Acardipane and the Ultimate MC, DHHD, Members of Mayday. DJ : Paul van Dyk, Sven Väth, Fedde le Grand, Felix Kröcher, Westbam, Umek, Tom Novy, Josh Wink, Sven Wittekind, Judge Jules, ATB, Turntablerocker, Dominik Eulberg, Gregor Tresher, Korsakoff, Outblast, Activator, Moguai, Matt Hardwick, Kyau & Albert, Torsten Kanzler, Len Faki, Klaudia Gawlas, Âme, Milk & Sugar, J.D.A., DJ Mystery and MC H, Alphaverb, Dutch Master, Stormtrooper, Shogun and Rocca MC, Dave202, Gabba Front Berlin, Plastik Funk, Babor. | Dortmund              |                                                     | 25 000                                                  |
| 30 avril 2010 You Make My Day                             | Live : Members of Mayday, Arkus P., Lützenkirchen, BMG aka Brachiale Musikgestalter, The Advent, Tom & Jerry aka Tom Novy & Jerry Ropero feat. Abigail Bailey, Oliver Koletzki feat. Fran, Marek Hemmann, Kollektiv Turmstrasse, Art of Fighters, Diynamic Showcase feat. H.O.S.H. vs. Solomun & Stimming, EBE Company DJ : Carl Cox, Armin van Buuren, Sven Väth, Westbam, Chris Liebing, Felix Kröcher, Bad Boy Bill, Judge Jules, Sven Wittekind, Markus Schulz, Luke Slater, Dominik Eulberg, Tom Novy, Showtek, Outblast, Endymion, Phil Fuldner, Nick Curly, Deadly Sins aka Robert Natus, Klaudia Gawlas, Gareth Emery, Moritz Piske, Alex M.O.R.P.H. b2b Woody van Eyden, Josh & Wesz, Blackmail, AniMe, Stormtrooper, Shogun, Pradera, Dan Reaves, Twilight Forces, André Hommen, Andy White, Anagenetic, MC H, MC Tha Watcher | Dortmund              |                                                     | 23 000                                                  |
| 30 avril 2011 Twenty Young                                | Live : Cyperpunkers, Lützenkirchen, Aka Aka feat. Thalstroem, Gabriel Ananda DJ : Paul van Dyk, Sven Väth, Jeff Mills, Sander van Doorn, Westbam, Turntablerocker, Felix Kröcher, Len Faki, Rush, Tom Novy, Butch, Marco V, Dominik Eulberg, Richard Durand, Showtek, Takkyu Ishino, Outblast vs. Korsakoff, Lenny Dee, Hardsequencer, Miss Djax, Tanith, Hooligan, Gary Beck, Tube & Berger, Tha Playah, Blank & Jones, DaY-Már, Andy Düx, Hellsystem, Dutch Master, Frank Sonic, Ante Perry, Dabruck & Klein, DJ Mystery, Dennis Sheperd, Instigator, Twilight Forces, Gregor Maria, Braincrushers, MC Tha Watcher, MC H | Dortmund              | Record de visiteurs                                 | 27 000                                                  |
| 30 avril 2012 Made In Germany                             | Live : Members of Mayday, Mr. X & Mr. Y, The Advent & Industrialyzer, Motor, BMG aka Brachiale Musikgestalter, Kollektiv Turmstrasse, Cyberpunkers, Aka Aka feat. Thalstroem, Rotterdam Terror Corps, Endymion, Niereich, Electrixx, Genlog, MC Tha Watcher, MC H DJ : Paul van Dyk, Sven Väth, Carl Cox, Chris Liebing, Ferry Corsten, Westbam, ATB, Moguai, Felix Kröcher, Karotte, Monika Kruse, Dominik Eulberg, Klaudia Gawlas, Tube & Berger, DBN, Mark’Oh, Outblast, Torsten Kanzler, Dabruck & Klein, Coone, Tomcraft, Kai Tracid, Marcus Schössow, Partyraiser, Till von Sein, Sutura, Tieum, Falko Niestolik, Mystery, Juliet Sikora, Masters of Noise, Fenix, sunshine live DJ Team aka Charles Mc Thorn, Eric SSL & DJ Falk, Kerstin Eden, Dalora, Jenny Furora, The Pressurehead, Mike-MH4, Tensor feat. Re-Direction | Dortmund              |                                                     | 25 000                                                  |
| 27 avril 2013 Never Stop Raving                           | Armin van Buuren, Sven Väth, Carl Cox, Gareth Emery, ATB, Ferry Corsten, Chris Liebing, Gesaffelstein, Len Faki, Westbam, Moonbootica, Klaudia Gawlas, The Advent -live-, Korsakoff, Aka Aka feat. Thalstroem -live-, Mike Dearborn, Alan Fitzpatrick, Kölsch -live-, Dominik Eulberg, Psyko Punkz, Sean Tyas, BMG -live-, Danny Avila, Torsten Kanzler, Niereich -live-, Phil Fuldner, Keinemusik Showcase feat. Adam Port, Rampa, &ME, David Mayer, PET Duo, Simina Grigoriu, DJ Mad Dog -live-, Monkey Safari, AnGy KoRe, Ravers Nature -live-, Dr. Motte, Acid Junkies -live-, Amnesys, Hardy Hard, Viper XXL, Sunbeam -live-, Dohr and Mangold, Mystery, Hanna Hansen, Andy Düx, Dr. Peacock, THORAX -live-, Omegatypez, Twilight Forces, Dave202, Linus Quick -live-, Man at Arms, Raphael Dincsoy, Rafael Da Cruz, D-Liciouz, MC Tha Watcher, MC H, Members of Mayday -live-. | Dortmund              | Dernier samedi d'avril                              | 23 000                                                  |
| 30 avril 2014 Full Senses                                 | Fedde le Grand, Paul van Dyk, Sven Väth, Moonbootica, Sander van Doorn, Chris Liebing, Cosmic Gate, Danny Avila, Aka Aka feat. Thalstroem -live-, Wildstylez, Len Faki, Partyraiser, Felix Kröcher, Faul, Outblast, Nicole Moudaber, Dominik Eulberg, Oliver Schories -live-, Torsten Kanzler, Charly Lownoise & Mental Theo, Code Black, Stefan Dabruck, Robin Schulz, BMG -live-, Nico Pusch, Sven Wittekind -live-, Niereich vs. Hackler & Kuch -live-, Peer Kusiv -live-, Art of Fighters -live-, DJ Emerson, Hans Bouffmyhre, Dune, Rebekah, Zany, Kutski, DJ Promo, Thrasher, Kai Tracid, Holgi Star, Tensor & Re-Direction, Andrew Bennett, Niels van Gogh, Dalora, Dave202, THORAX -live-, Markus Gardeweg, sunshine live DJ Team aka Eric SSL & DJ Falk, Sound Rush, Tom Franke, Festuca, MC Tha Watcher, MC H, The Mayday Masters -live- | Dortmund              | Premier Mayday sans DJ WestBam WestBam              | 21 000                                                  |
| 30 avril 2015 Making Friends                              | Adam Beyer, AKA AKA feat. Thalstroem -live-, Akira, Alan Fitzpatrick, Alex.Do, Alternate, Bass Modulators, Bassface Sascha, BMG -live-, Camo & Krooked, Code Black, Crazy ERG, Danny Avila, Dash Berlin, David K., Dr. Motte, East & Young, Felix Kröcher, Festuca, Flug, Headhunterz, Jam (Jam & Spoon) -live-, Klaudia Gawlas, Korsakoff, Kris Menace, Kryder, Len Faki, Lexer, Mad Dog, MC H, MC Tha Watcher, Miss K8, Moonbootica, Negative Audio -live-, Oliver Schories -live-, Rebekah, Robin Schulz, Roland Casper, Rotterdam Terror Corps -live-, Sam Paganini, Sascha Braemer, Scheinizzl, Talla 2XLC, TEEMID, Tujamo, Yves Deruyter, Friends of Mayday -live- | Dortmund              |                                                     | 19 000                                                  |
| 30 avril 2016 Twenty Five                                 | AKA AKA feat. Thalstroem -live-, Andy Düx, Ante Perry, Atmozfears, Blasterjaxx, BMG -live-, Charly Lownoise & Mental Theo, Christian Gerlach, Cuebrick, Dalora, Danielle Diaz, Destructive Tendencies, Distiller, DJ Emerson, Dr. Peacock, Dune, Format:B, Gestört aber GeiL, Hardfloor -live-, Hooligan, HUGEL, Jeff Mills, Klaudia Gawlas, Len Faki, Lenny Dee, MC H, MC Tha Watcher, Moguai, Niereich, Noize Suppressor, Oliver Moldan, Omegatypez, Partyraiser, Passenger of Shit, R3HAB, Ravers Nature -live-, Robin Schulz, Showtek, Slam -live-, Sound Rush, Sven Väth, Tanith, Tensor & Re-Direction -live-, The Disco Boys, Tom Novy, TWOLOUD, Friends of MAYDAY -live- | Dortmund              |                                                     | 20 000                                                  |
| 30 avril 2017 True Rave.                                  | Live : Friends of MAYDAY, Ravers Nature, BMG, Jam (Jam & Spoon), The Sickest Squad, Tensor and Re-Direction. DJ : Sven Väth, ATB, Markus Schulz, Chris Liebing, Len Faki, Frontliner, Korsakoff, MOGUAI, Felix Kröcher, Charly Lownoise & Mental Theo, Neelix, DJ Mad Dog, Ilario Alicante, Dr. Peacock, Rebekah, Crypsis, The Sickest Squad, Enrico Sangiuliano, BMG, Kerstin Eden, Dune, Ravers Nature, Jam (Jam & Spoon), Tensor and Re-Direction, Ransom, Hardy Hard, D-Liciouz, GSB, Cherry aka BreakNtune, Frank Sonic, Distiller, Andy Düx, Tha Watcher, MC H, Friends of Mayday, Drokz. | Dortmund              | Sans Mixery-Casino et Twenty Dome                   | 16 000                                                  |
| 30 avril 2018 We Stay Different                           | Sven Väth (Londres) : Adam Beyer (Stockholm), Airtunes (Paderborn), Aly and Fila (Kairo), Angerfist (Hengelo), Björn Torwellen (Köln), BMG -live- (Wiesbaden), Charlotte de Witte (Gent), Chris Liebing (Francfort), Cuebrick (Stuttgart), Danielle Diaz (Ulm), Ferry Corsten (Rotterdam), Friends of Mayday -live-, Hooligan (Ruhr-Area), Juliet Sikora (Dortmund), Klaudia Gawlas (Passau), Kutski (Manchester), Lexy & K-Paul -live- (Berlin), Mark Reeve (Francfort), MC H (Ruhr-Area), Moonbootica(Hamburg), Neelix (Hamburg), Ophidian (Arnheim), Pappenheimer (Würzburg), Paul Elstak(Rotterdam), Peacekeeper (Mönchengladbach), Ran-D (Zeeland), Rotterdam Terror Corps -live- (Rotterdam), Talla vs. Taucher (Francfort), Tensor & Re-Direction -live- (Essen/Dortmund), Tha Watcher (Tilburg), Tieum (Metz), Warface (Maastricht), Zakari & Blange (Fribourg), Zatox (Rome). | Dortmund              | Sans Mixery-Casino et Twenty Dome                   | 16 000                                                  |
| 30 avril 2019 When Music Matters                          | Live : BMG, Deadly Guns, Friends of MAYDAY, Tensor & Re-Direction, Dima AKA Vitalic. DJ : Tiësto, AKA AKA, Audiotricz, Boys Noize, Chris Hirose B2B HOURS, Chris Liebing, Coone, Denise Schneider, Dr. Peacock, F. Noize, Felix Kröcher, Frequencerz, GSB, Len Faki, Lost Frequencies, Markus Schulz, MC H, Neelix, Pan-Pot, Sam Paganini, Sefa, SKIY, Sounic, Talla vs Taucher, Tha Playah, Tha Watcher, Thomas Hoffknecht, Wildfyre, YOUNOTUS. | Dortmund              |                                                     | 15 000                                                  |
| 30 avril 2020, 30 avril 2021                              | En livestream en 2021. |                       | Annulé à cause de la pandémie de Covid-19.          |                                                         |
| 30 avril 2022 30 Years                                    | Arena and Empire : ADIEL, Amelie Lens, Anthony Rother, Clara Cuvé, Dax J, Denise Schneider, Dubfire, Frank Sonic, Joris Voorn, Karotte, Klaudia Gawlas B2B Flug, Kobosil, Lilly Palmer, Monika Kruse, Pappenheimer, Recondite, Stella Bossi. Factory : Concept Art, D-Fence, Distiller vs. NKNWN.Freq, DJ Mystery, Dr. Peacock, DRS, Frontliner, MC H, Partyraiser, Refu2ion, Tensor & Re-Direction, Tesfy, Tha Watcher, Warface. | Dortmund              |                                                     | 15 000                                                  |
| 30 avril 2023 Momentum                                    | *Arena and Empire* : Alignment, Amelie Lens, Dominik Eulberg, Gregor Tresher LIVE, Joris Voorn, Karotte, Klangkuenstler, Klaudia Gawlas, Lilly Palmer, Mha Iri, Paolo Ferrara b2b Lorenzo Raganzini, Per Pleks, Peter Pahn, SHLØMO, Somewhen, Thomas Schumacher, TRYM. *Factory* : Angerfist, Anime, Broken Minds, GSB, Lady Dammage, Lost Identity, Nick Novity, Outsiders, Partyraiser B2B Bulletproof, Sound Rush, Spitnoise, Tesfy, MC DL (Host), Tha Watcher (Host). | Dortmund              |                                                     |                                                         |

## Galerie

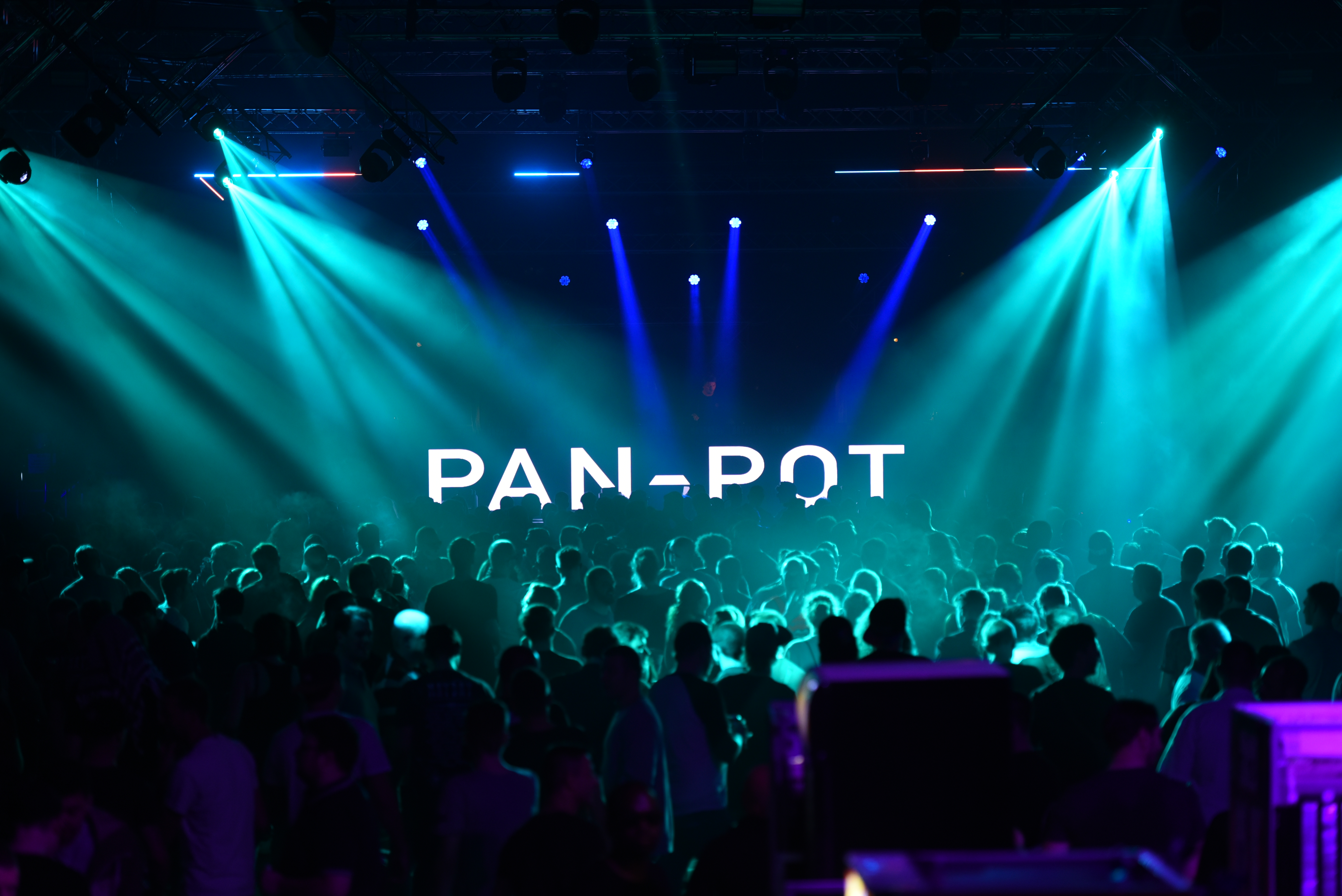
Pan-Pot 2019.
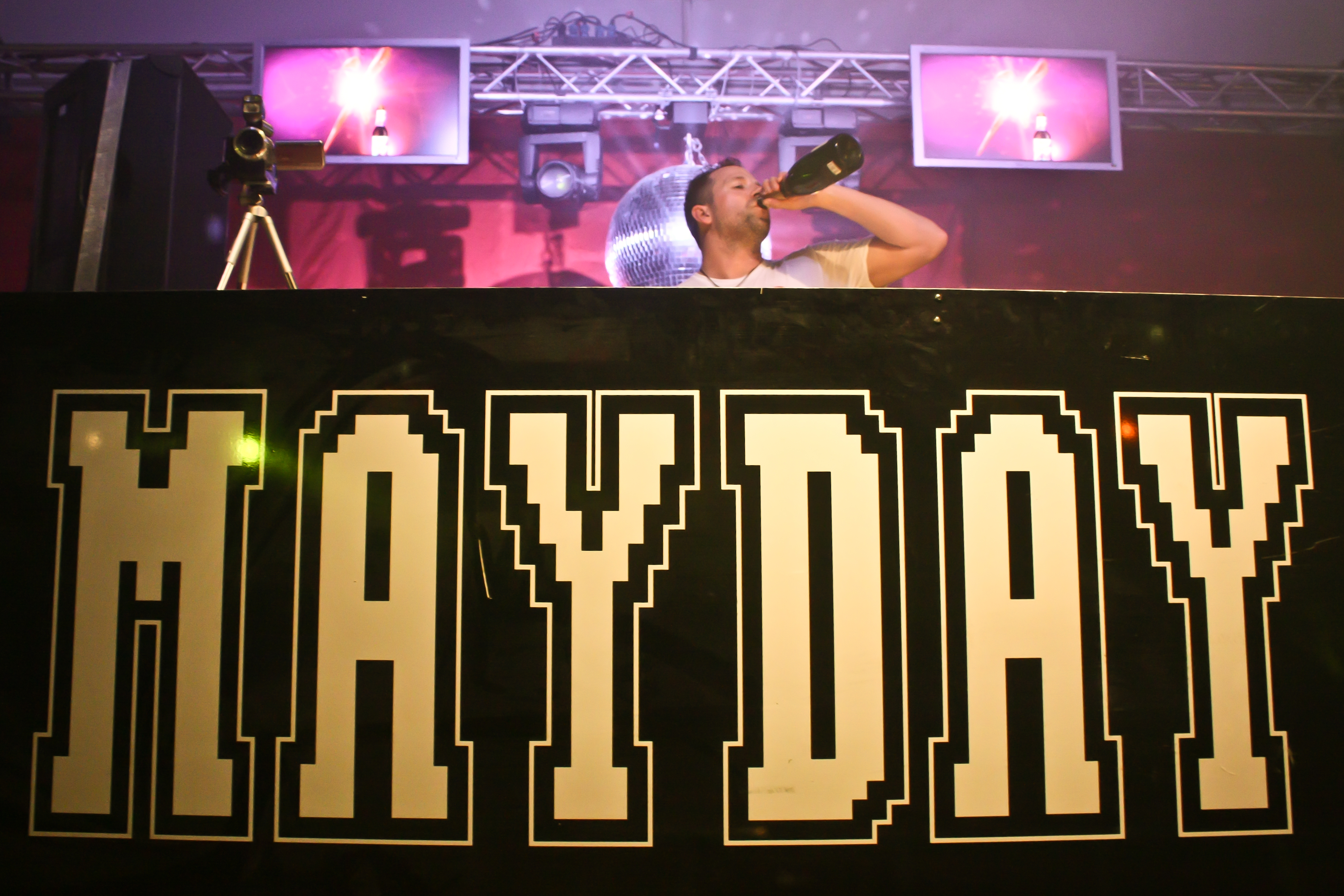
Tom Novy 2009.
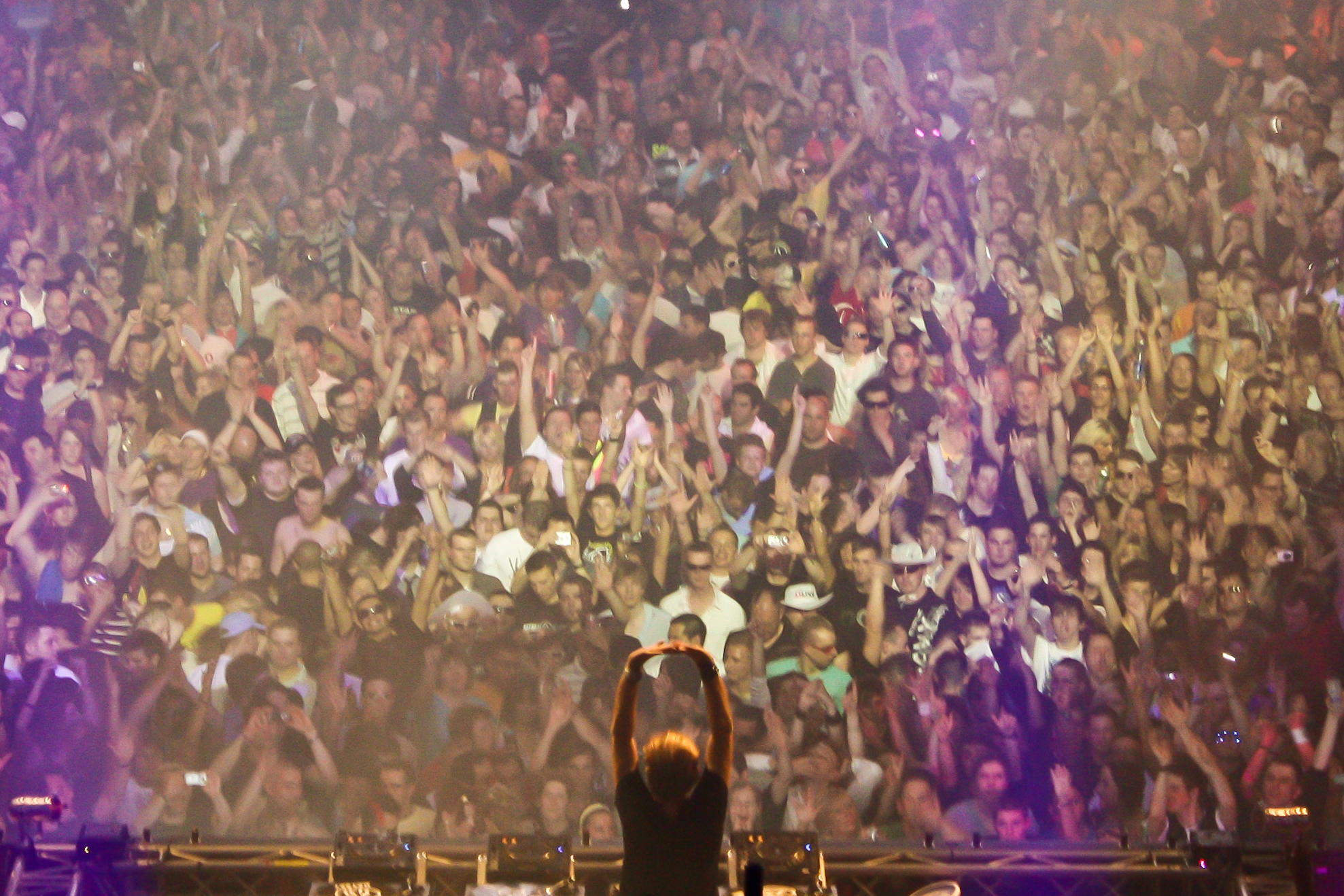
Sven Väth 2009.
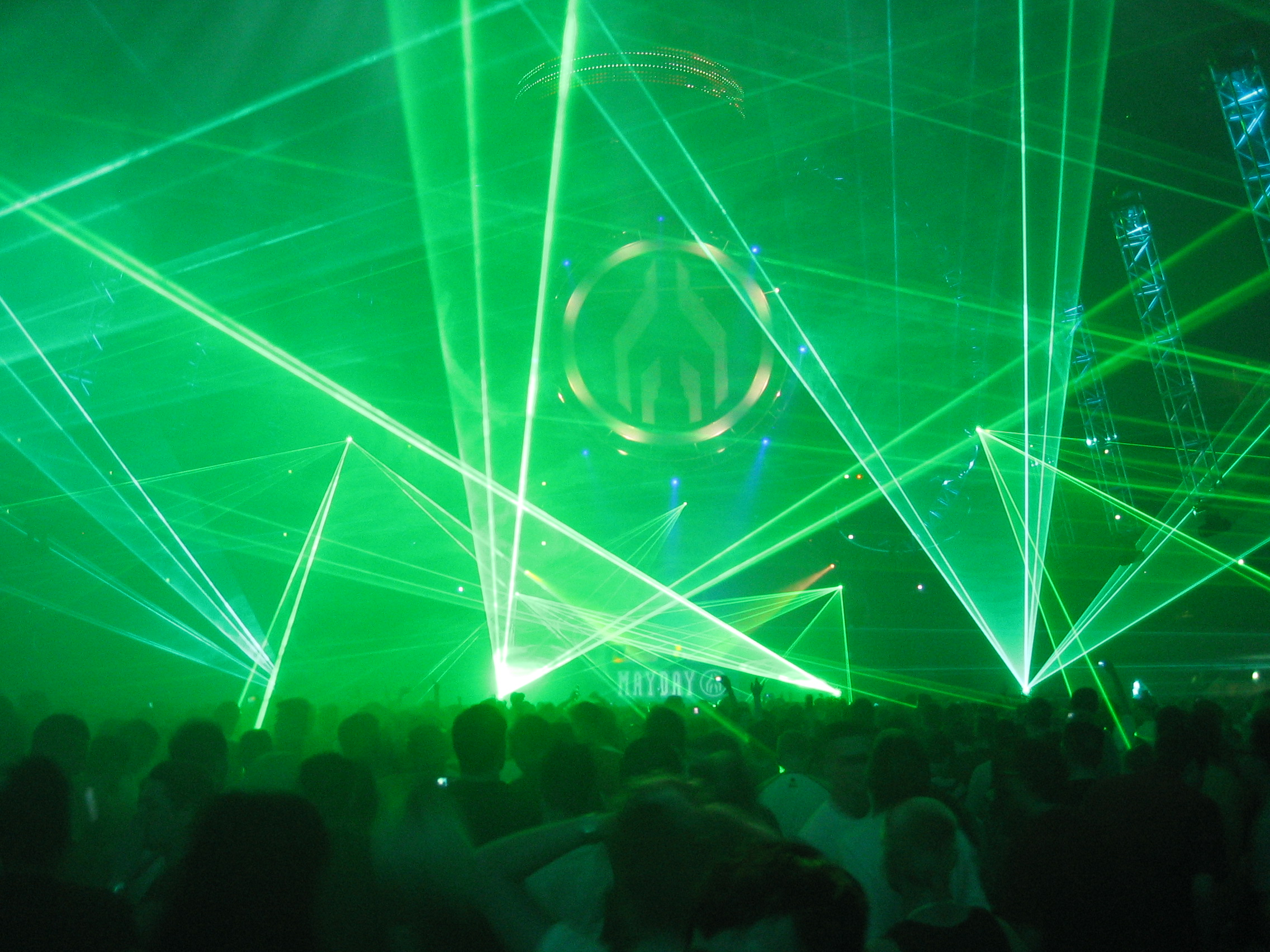
Mayday 2007.
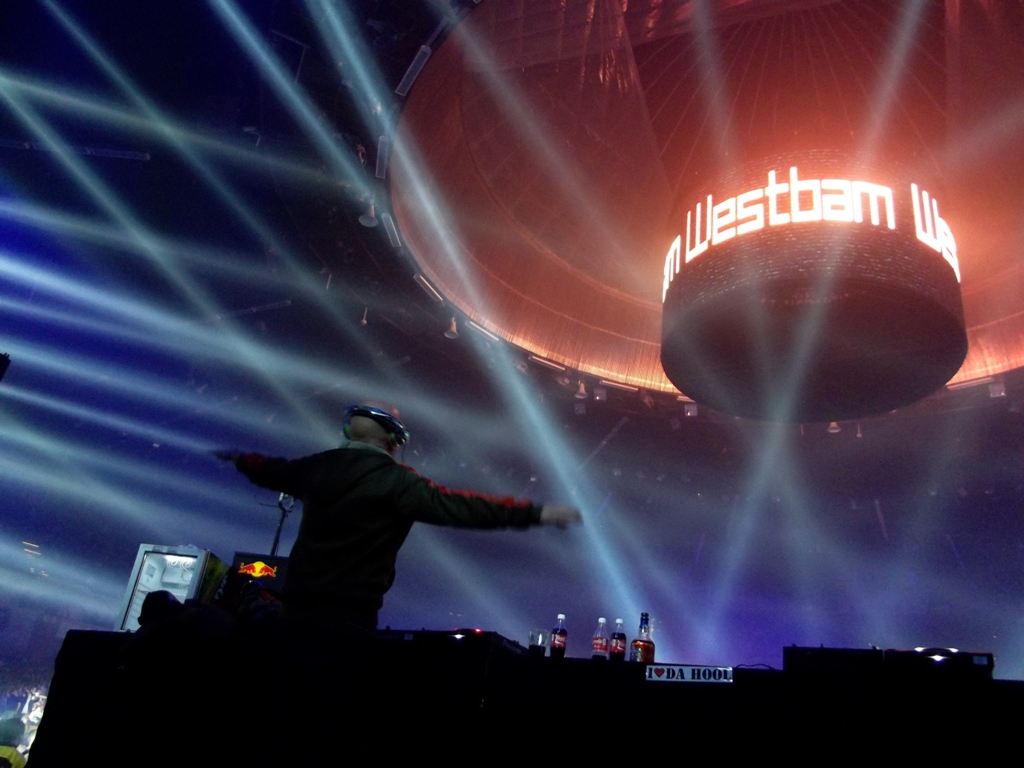
Mayday in Kattowitz (2011).
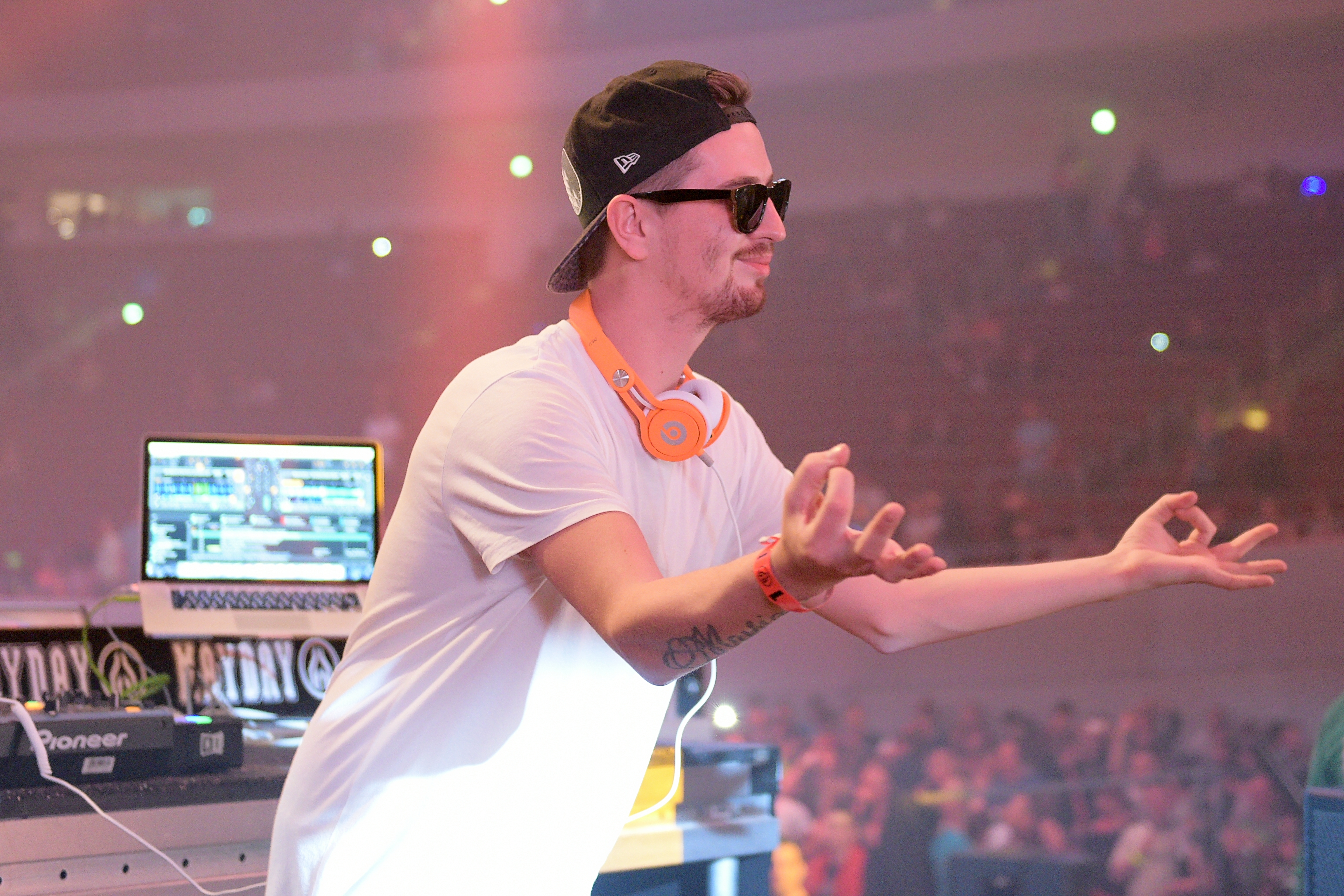
Robin Schulz 2015.
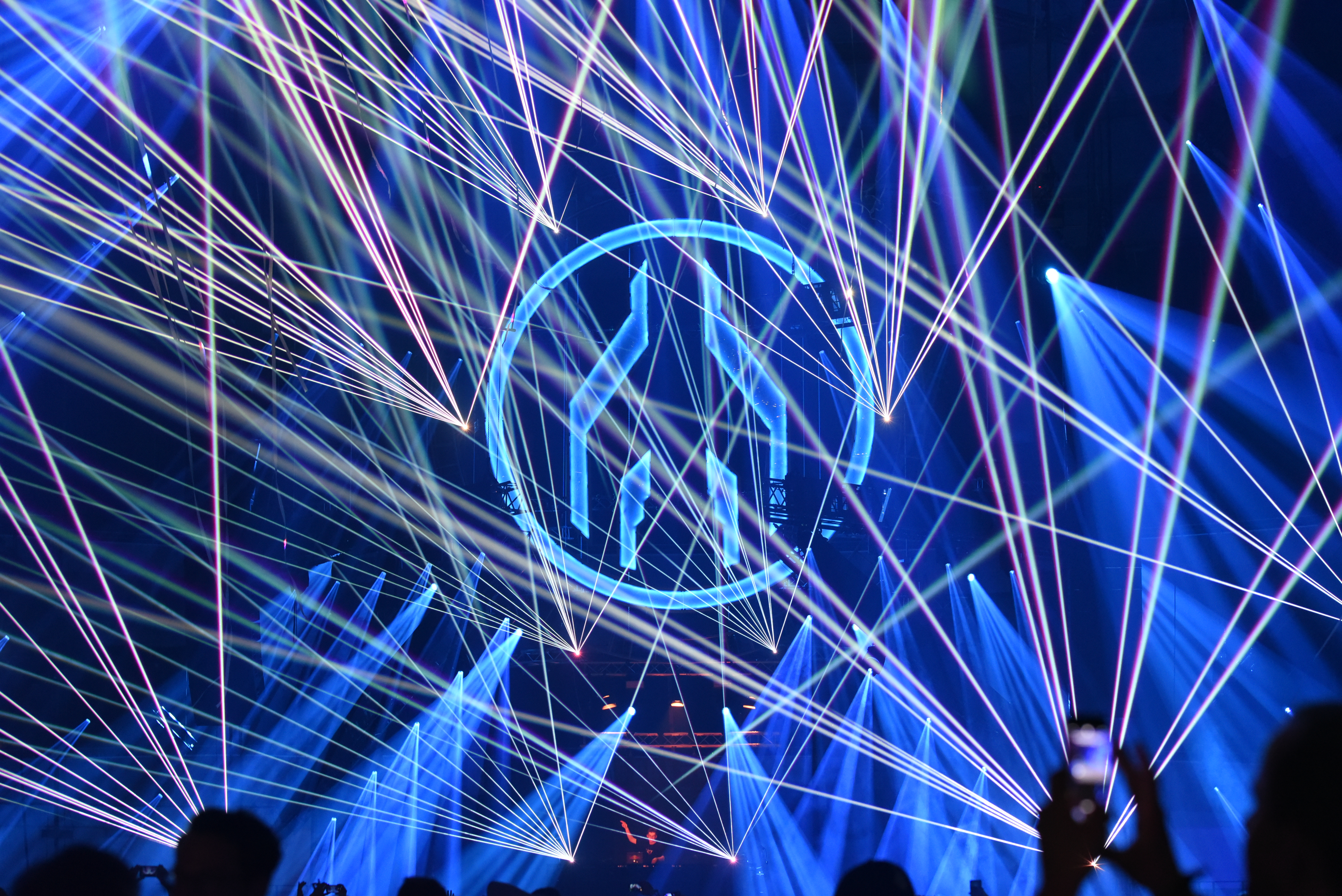
Spectacle laser, 2019.